# اریک آبیدال
اریک سیلوان آبیدال (فرانسوی: Éric Sylvain Abidal‎; زاده ۱۱ سپتامبر ۱۹۷۹ در لیون) بازیکن فوتبال پیشین و مدیر فوتبالی کنونی اهل فرانسه است که در پست مدافع چپ برای باشگاه‌های لیون و بارسلونا و نیز تیم ملی فرانسه بازی می‌کرد.
او در طول بازی در باشگاه‌های بزرگسالان تنها دو گل به ثمر رسانده‌است که هر دوی آنها به رئال مادرید بوده‌است. از افتخارات او می‌توان به قهرمانی جام باشگاه‌های اروپا و جهان همراه با بارسلونا اشاره کرد.
آبیدال از نظر تاکتیکی مدافعی باهوش و همه‌کاره بود که به دلیل حس موقعیت و توانایی اش در خواندن بازی، می‌توانست به عنوان مدافع میانی یا چپ بازی کند. در دوران اوج خود، او همچنین سریع و قوی بود که در کنار توانایی فنی و توزیع، به او اجازه داد تا از جناح بال برای کمک به تیمش در تهاجمی و همچنین دفاعی حرکت کند

## زندگی شخصی
ابیدال در ۱۱ سپتامبر ۱۹۷۹ در شهر لیون فرانسه متولد شد. در سال ۲۰۰۳ با ژیمناستیک‌باز الجزایری الاصل ازدواج کرد که حاصل این ازدواج دو فرزند به نام‌های ایملیانا و کامیلا است. او بعد از ازدواجش مسلمان شد و نام (بلال) را برای خود انتخاب کرد. در نوامبر ۲۰۲۱، همسر اریک، هایت پس از اعتراف به رابطه نامشروع با خیرا حمراوی، بازیکن پاری سن ژرمن، درخواست طلاق داد. وی در مارس ۲۰۱۱ به سرطان کبد دچار شد و ۱۷ مارس همان سال خود را به دست جراحان سپرد و طبق گفته‌های مسئولین باشگاه عمل او موفقیت‌آمیز بوده‌است.

## افتخارات

### باشگاهی
لیون
- لیگ ۱: ۰۵–۲۰۰۴، ۰۶–۲۰۰۵، ۰۷–۲۰۰۶

بارسلونا
- لا لیگا: ۰۹–۲۰۰۸، ۱۰–۲۰۰۹، ۱۱–۲۰۱۰، ۱۳–۲۰۱۲
- کوپا دل ری: ۰۹–۲۰۰۸، ۱۲–۲۰۱۱
- سوپر جام فوتبال اسپانیا: ۲۰۰۹، ۲۰۱۰، ۲۰۱۱
- لیگ قهرمانان اروپا: ۰۹–۲۰۰۸، ۱۱–۲۰۱۰
- سوپرجام اروپا: ۲۰۰۹، ۲۰۱۱
- جام باشگاه‌های فوتبال جهان: ۲۰۰۹، ۲۰۱۱

المپیاکوس
- سوپر لیگ فوتبال یونان: ۱۵–۲۰۱۴

تیم ملی فرانسه
- نایب قهرمان جام جهانی فوتبال: ۲۰۰۶